# Cymbium souliei
Cymbium souliei is een slakkensoort uit de familie van de Volutidae. De wetenschappelijke naam van de soort is voor het eerst geldig gepubliceerd in 1974 door Marche-Marchad.